# Robbie Amell
Robbie Amell (n. 21 aprilie 1988, Toronto, Ontario, Canada) este un actor canadian.